# Daşoguz (província)
A Província de Daşoguz  (Turcomena:Daşoguz welaýaty) (nome anterior: Daşhowuz / Дашховуз) é uma das cinco welayat (províncias) do Turquemenistão. Está localizado no norte do país, fazendo limites com o Uzbequistão. A sua capital é Daşoguz.

## Distritos
A províncial de Balkan é subdividida em 9 distritos (etraplar, singular etrap) e 2 cidades (il). Mudanças nominais ocorridas desde 1995 estão marcadas em parenteses:
- Distritos
  - Akdepe
  - Boldumsaz
  - Görogly (nome anterior: Tagta)
  - Gubadag
  - Gurbansoltan Eje (nome anterior: Ýylanly)
  - Köneürgenç
  - Ruhubelent — criado em 30 de Março de 2007[4]
  - Saparmyrat Nyýazow (nome anterior: Daşoguz/Daşhowuz etrap)
  - Saparmyrat Türkmenbaşy

- Cidades
  - Daşoguz (nome anterior: Daşhowuz)
  - Köneürgenç (nome anterior: Kunya Urgench) – ganhou status de etrap em 3 de Fevereiro de 2008[5]